# Efecto Venturi

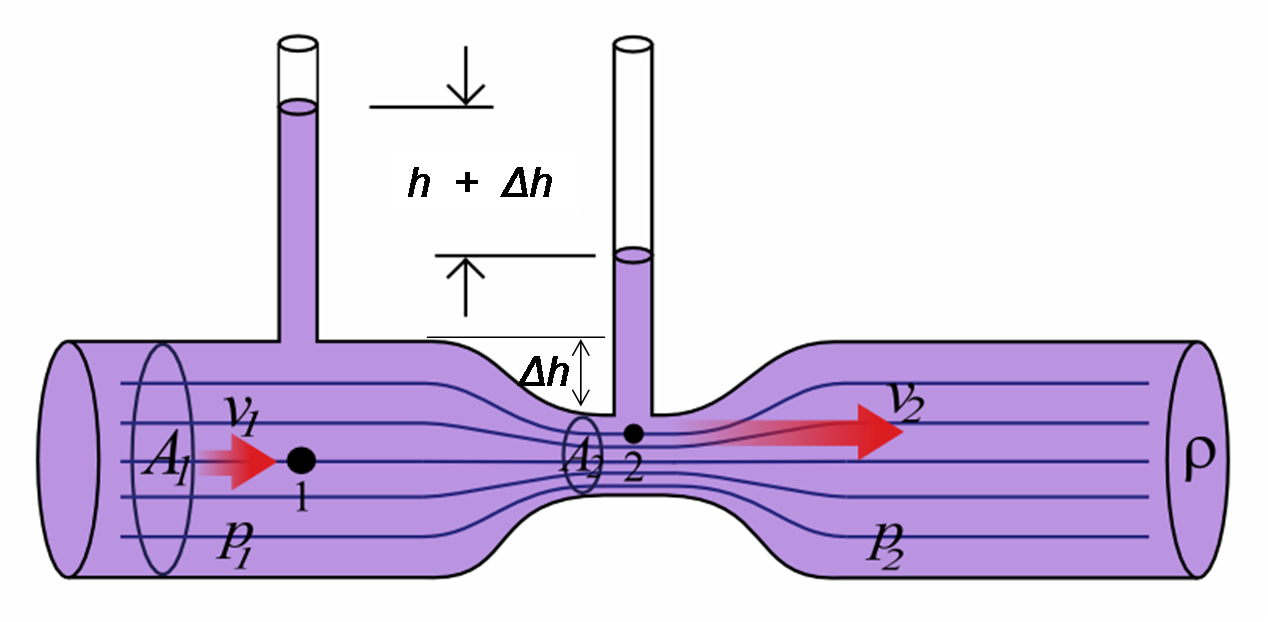
Esquema del efecto Venturi.

Flujo en un tubo de Venturi.

El efecto Venturi consiste en un fenómeno en el que un flujo en movimiento dentro de un conducto cerrado disminuye su presión cuando aumenta la velocidad al pasar por una zona de sección menor. En ciertas condiciones, cuando el aumento de velocidad es muy grande, se llegan a producir diferenciales de presión y entonces, si en este punto del conducto se introduce el extremo de otro conducto, se produce una inspiración del fluido de este conducto, que se mezclará con el que circula por el primer conducto. (Primum aquaeductum). Este efecto, demostrado en 1797, recibe su nombre del físico italiano Giovanni Battista Venturi (1746-1822).

## Explicación
El efecto Venturi se explica por el principio de Bernoulli y el principio de continuidad de masa. Si el caudal de un fluido es constante pero la sección disminuye, necesariamente la velocidad aumenta tras atravesar esta sección. Por el teorema de la conservación de la energía mecánica, si la energía cinética aumenta, la energía determinada por el valor de la presión disminuye forzosamente.
Efectivamente,según el principio de Bernoulli:

{\displaystyle {\frac {{V_{1}}^{2}}{2g}}+{\frac {P_{1}}{\gamma }}+z_{1}={\frac {{V_{2}}^{2}}{2g}}+{\frac {P_{2}}{\gamma }}+z_{2}}

donde:
- {\displaystyle V} = velocidad del fluido en la sección considerada.
- {\displaystyle g} = aceleración gravitatoria, g ≈ 9,81 m/s2.
- {\displaystyle P} = presión en cada punto de la línea de corriente.
- {\displaystyle \gamma } es el peso específico ({\displaystyle \gamma =\rho g}). Este valor se asume constante a lo largo del recorrido cuando se trata de un fluido incompresible.
- {\displaystyle z} = altura, en vertical, sobre una cota de referencia.
- Los subíndices {\displaystyle 1} y {\displaystyle 2} indican que los valores se toman en un punto 1 y en otro punto 2, a lo largo de la conducción.

Expresado de este modo, cada uno de los sumandos tiene como dimensión una longitud, por lo que se consideran todos alturas: {\displaystyle {\frac {{V_{i}}^{2}}{2g}}}, altura de velocidad, {\displaystyle {\frac {P_{i}}{\gamma }}}, altura de presión y {\displaystyle z_{i}} altura geométrica.
A igualdad de los demás factores, y teniendo en cuenta el principio de continuidad, que expresa que al disminuir la sección en un conducto, aumenta la velocidad del fluido que lo recorre, puede deducirse que, en un estrechamiento del conducto, si {\displaystyle V} aumenta, necesariamente debe disminuir {\displaystyle P}. 
Pero además, si el estrechamiento en el punto {\displaystyle 2} es tal, que la velocidad sea suficientemente grande para que {\displaystyle {\frac {{V_{2}}^{2}}{2g}}>z_{1}-z_{2}}, para que se cumpla Bernoulli, la altura {\displaystyle {\frac {P_{2}}{\gamma }}} tendrá que ser negativa y por tanto la presión. Cuando por esta o por otra circunstancia, la presión se hiciera negativa, en teoría traerá consigo la detención del movimiento del fluido o, si se introduce un tubo con otro fluido, este fluido sería aspirado por la corriente del primero. Este fenómeno se suele aprovechar en la industria para mezclar fluidos con un reducido gasto energético.

## Tubo de Venturi
Un tubo de Venturi es un dispositivo inicialmente diseñado para medir la velocidad de un fluido aprovechando el efecto Venturi. Efectivamente, conociendo la velocidad antes del estrechamiento y midiendo la diferencia de presiones, se halla fácilmente la velocidad en el punto problema.
La aplicación clásica de medida de velocidad de un fluido consiste en un tubo formado por dos secciones cónicas unidas por un tubo estrecho en el que el fluido se desplaza consecuentemente a mayor velocidad. La presión en el tubo Venturi puede medirse por un tubo vertical en forma de U conectando la región ancha y la canalización estrecha. La diferencia de alturas del líquido en el tubo en U permite medir la presión en ambos puntos y consecuentemente la velocidad.
En otros casos utiliza este efecto para acelerar la velocidad de un fluido obligándole a atravesar un tubo estrecho con el extremo en forma de cono. Estos modelos se utilizan en numerosos dispositivos en los que la velocidad de un fluido es importante y constituyen la base de aparatos como el carburador.
Cuando se utiliza un tubo de Venturi hay que tener en cuenta un fenómeno que se denomina cavitación. Este fenómeno ocurre si la presión en alguna sección del tubo es menor que la presión de vapor del fluido. Para este tipo particular de tubo, el riesgo de cavitación se encuentra en la garganta del mismo, ya que aquí, al ser mínima el área y máxima la velocidad, la presión es la menor que se puede encontrar en el tubo. Cuando ocurre la cavitación, se generan burbujas localmente, que se trasladan a lo largo del tubo. Si estas burbujas llegan a zonas de presión más elevada, pueden colapsar produciendo así picos de presión local con el riesgo potencial de dañar la pared del tubo.

## Aplicaciones del efecto Venturi
- Tubos de Venturi: medida de velocidad de fluidos en conducciones y aceleración de fluidos.

- Hidráulica: la depresión generada en un estrechamiento al aumentar la velocidad del fluido, se utiliza frecuentemente para la fabricación de máquinas que proporcionan aditivos en una conducción hidráulica. Es muy frecuente la utilización de este efecto "Venturi" en los mezcladores del tipo Z para añadir espumógeno en una conducción de agua para la extinción.

- Petróleo: la succión o depresión que ocasiona el cambio de área generada por el efecto Venturi, se usa para extraer artificialmente fluidos de pozos petroleros; este tipo de bombas Jet funcionan mediante la inyección de un ﬂuido a alta presión pasando por una sección reducida, llamada boquilla donde se produce un cambio de energía potencial a cinética, originado a la salida de una boquilla, lo que provoca una succión del ﬂuido de formación. Estos ﬂuidos entran en otra zona que ocasiona el efecto inverso llamada garganta, luego la mezcla de ﬂuidos sufre un cambio de energía cinética a potencial a la entrada de un área de expansión llamada difusor, donde la energía potencial es la responsable de llevar el ﬂuido hasta la superficie.

- Motor: el carburador aspira el carburante por efecto Venturi, mezclándolo con el aire (fluido del conducto principal), al pasar por un estrangulamiento.

- Neumática: para aplicaciones de ventosas  e inyectores.

- Aeronáutica: interviene en efectos relacionados con la viscosidad del aire que pueden explicarse con las ecuaciones de Navier-Stokes. Además, se utiliza un tubo de Venturi para proveer succión a los instrumentos que trabajan con vacío, (coordinador de giro, horizonte artificial, etc.) en los aviones que no están provistos de bombas mecánicas de vacío. Aunque el efecto Venturi se utiliza frecuentemente para explicar la sustentación producida en las alas de los aviones, este efecto realmente no puede explicar la sustentación aérea, pues un perfil alar no actúa como un tubo de Venturi acelerando las partículas de aire: las partículas son aceleradas debido a la conservación de la energía (se explica mediante el principio de Bernoulli, en virtud del cual el aire adquiere mayor velocidad al pasar por la región convexa del ala de un avión), la conservación del momento (se utiliza la tercera ley de Newton para su explicación) y de la masa (se utilizan las ecuaciones de Euler).

- Hogar: en los equipos ozonizadores de agua, se utiliza un pequeño tubo de Venturi para efectuar una succión del ozono que se produce en un depósito de vidrio, y así mezclarlo con el flujo de agua que va saliendo del equipo con la idea de destruir las posibles bacterias patógenas y de desactivar los virus y otros microorganismos que no son sensibles a la desinfección con cloro.

- Acuarofilia: en las tomas de bombas de agua o filtros, el efecto Venturi se utiliza para la inyección de aire y/o CO2.

- Cardiología: el efecto Venturi se utiliza para explicar la regurgitación mitral que se puede dar en la miocardiopatía hipertrófica, y que es causa de muerte súbita en deportistas. La explicación es que el movimiento sistólico anterior (MSA) que realiza la valva anterior de la válvula mitral, se produce porque la hipertrofia septal y el estrechamiento del tracto de salida provocan una corriente de alta velocidad sobre la válvula mitral, que debido al efecto Venturi, succiona el extremo de la valva anterior contra el septo, que impide la salida de sangre, por lo que regurgita hacia la aurícula izquierda.

- Neumología: el efecto Venturi se utiliza en máscaras para la administración de concentraciones exactas de dioxígeno (antiguamente llamado oxígeno), para controlar la FiO2; se denominan máscaras de Venturi o Ventimask. El O2 al 100% suministrado durante cierto periodo de tiempo es tóxico, por lo que se mezcla con aire externo cuya concentración de oxígeno es del 21%, de modo que en función de la cantidad de aire que se mezcle con el oxígeno al 100%, la concentración de oxígeno será mayor o menor, normalmente se suministra entre un 26%-50%. El oxígeno puro al pasar por el conducto con un calibre menor, produce el efecto Venturi, se genera una presión negativa que permite la entrada del aire procedente del exterior a través de unos orificios circundantes: dependiendo del tamaño de los orificios, entrará más o menos aire y por tanto menor o mayor concentración de oxígeno que finalmente el paciente recibirá.

- Odontología: el sistema de aspiración de saliva en los equipos dentales antiguos utilizaba tubos finos de Venturi. Ahora la aspiración está motorizada.

- Agricultura: es utilizado para inyectar fertilizantes líquidos en el agua de riego.